# Liebusellinae
Liebusellinae es una subfamilia de foraminíferos bentónicos de la familia Globotextulariidae, de la superfamilia Ataxophragmioidea, del suborden Ataxophragmiina y del orden Loftusiida. Su rango cronoestratigráfico abarca desde el Campaniense (Cretácico superior) hasta la Actualidad.

## Discusión
Clasificaciones previas incluían Liebusellinae en el suborden Textulariina del orden Textulariida o en el orden Lituolida.

## Clasificación
Liebusellinae incluye a los siguientes géneros:
- Cubanina †
- Jarvisella †
- Liebusella
- Remesella †
- Ruakituria

Otro género asignado a Liebusellinae y clasificado actualmente en otra familia es: 
- Matanzia †, ahora en la familia Eggerellidae